# Acacia tropica
Acacia tropica là một loài thực vật có hoa trong họ Đậu. Loài này được (Maiden & Blakeley) Tindale miêu tả khoa học đầu tiên.